# Лукас, Пол
Пол Лукас (англ. Paul Lucas; 26 мая 1894, Будапешт — 15 августа 1971, Танжер) — венгерский и американский актёр. В числе известных актёрских работ Лукаса такие фильмы как «Леди исчезает» Альфреда Хичкока, «20 000 льё под водой» Ричарда Флейшера и «Дозор на Рейне», за роль в котором актёр был удостоен премии «Оскар» и стал первым обладателем премии «Золотой глобус» в категории «Лучшая мужская роль».

## Биография
Пал Лукач (венг. Lukács Pál) родился в Будапеште в 1895 году. Его актёрский дебют состоялся в 1916 году на одной из театральных сцен Будапешта, а год спустя впервые появился на большом экране. В 1927 году, после успешной театральной и кинокарьеры в родной Венгрии, а также в Германии и Австрии, где он сотрудничал с прославленным Максом Рейнхардом, Пал Лукач перебрался в Голливуд. Там он успешно продолжил свою актёрскую карьеру под именем Пол Лукас, появившись в 1930-х годах в таких популярных фильмах как «Три мушкетёра» (1935),  «Додсворт» (1936) и «Леди исчезает» (1938). В 1933 году актёр принял американское гражданство.
В 1940-х годах Пол Лукас достиг больших высот в Голливуде, благодаря ролям в фильмах «Касабланка» (1942), «По ком звонит колокол» (1943) и «Дозор на Рейне» (1943), за который он удостоился премии «Оскар» за лучшую мужскую роль. С конца 1940-х годов Пол Лукас переместился на телевидение, продолжая лишь изредка появляться на большом экране. Одной из последних крупных его киноролей стал профессор Пьер Арано в широкомасштабной экранизации произведения Жюля Верна «20000 лье под водой».
Пол Лукас умер 16 августа 1971 года в Танжере, Марокко, в возрасте 76 лет, как сообщалось во время поиска нового места жительства, где бы он смог встретить старость. Его вклад в кинематограф отмечен звездой на голливудской «Аллее славы».

## Избранная фильмография
| Год       |    | Русское название             | Оригинальное название                  | Роль                       |
| --------- | -- | ---------------------------- | -------------------------------------- | -------------------------- |
| 1928      | ф  | Женщина из Москвы            | The Woman from Moscow                  | Владимир                   |
| 1929      | ф  | Иллюзия                      | Illusion                               | граф Фортуни               |
| 1930      | ф  | Молодые орлы                 | Young Eagles                           | фон Баден                  |
| 1930      | ф  | Праздник дьявола             | The Devil’s Holiday                    | доктор Рейнольдс           |
| 1930      | ф  | Право любить                 | The Right to Love                      | Эрик                       |
| 1931      | ф  | Городские улицы              | City Streets                           | «Большой парень» Мескал    |
| 1932      | ф  | Рокабай                      | Rockabye                               | Энтони де Сола             |
| 1933      | ф  | Поцелуй перед зеркалом       | The Kiss Before the Mirror             | Уолтер Бернсдорф           |
| 1933      | ф  | Маленькие женщины            | Little Women                           | профессор Баэр             |
| 1934      | ф  | Гламур                       | Glamour                                | Виктор Банки               |
| 1936      | ф  | Додсворт                     | Dodsworth                              | Арнольд Изелин             |
| 1938      | ф  | Леди исчезает                | The Lady Vanishes                      | доктор Игон Хартц          |
| 1940      | ф  | Странный груз                | Strange Cargo                          | Хесслер                    |
| 1940      | ф  | Охотники за привидениями     | The Ghost Breakers                     | Парада                     |
| 1943      | ф  | Дозор на Рейне               | Watch on the Rhine                     | Курт Мюллер                |
| 1944      | ф  | Сомнительная слава           | Uncertain Glory                        | инспектор Марсель Боне     |
| 1944      | ф  | Рискованный эксперимент      | Experiment Perilous                    | Ник Бедеро                 |
| 1946      | ф  | Крайний срок — на рассвете   | Deadline at Dawn                       | Гас Хоффман                |
| 1946      | ф  | Искушение                    | Temptation                             | сэр Майер Айзексон         |
| 1948      | ф  | Берлинский экспресс          | Berlin Express                         | доктор Бернардт            |
| 1950      | ф  | Ким                          | Kim                                    | Лама                       |
| 1954      | ф  | 20 000 лье под водой         | 20000 Leagues Under the Sea            | Пьер Аронакс               |
| 1958      | ф  | Корни неба                   | The Roots of Heaven                    | Сен-Дени                   |
| 1959      | с  | Театр 90                     | Playhouse 90                           | Эрнст Дженнинг             |
| 1960      | ф  | Запах тайны                  | Scent of Mystery                       | барон Сарадин              |
| 1962      | ф  | Ночь нежна                   | Tender Is the Night                    | доктор Домлер              |
| 1962      | ф  | Четыре всадника Апокалипсиса | Four Horsemen Of The Apocalypse        | Карл фон Хартротт          |
| 1963      | с  | Сэм Бенедикт                 | Sam Benedict                           | Карл Мессерман             |
| 1963      | ф  | 55 дней в Пекине             | 55 Days at Peking                      | доктор Стайнфельдт         |
| 1963      | с  | Боб Хоуп представляет        | Bob Hope Presents the Chrysler Theatre | доктор Круг                |
| 1963      | ф  | Веселье в Акапулько          | Fun in Acapulco                        | Максимилиан Дофин          |
| 1965      | тф | Человек, который купил рай   | The Man Who Bought Paradise            | полковник фон Риттнер      |
| 1966—1967 | с  | ФБР                          | The F.B.I.                             | посол Корвин / Антон Дитер |